# Bárka (hajótípus)

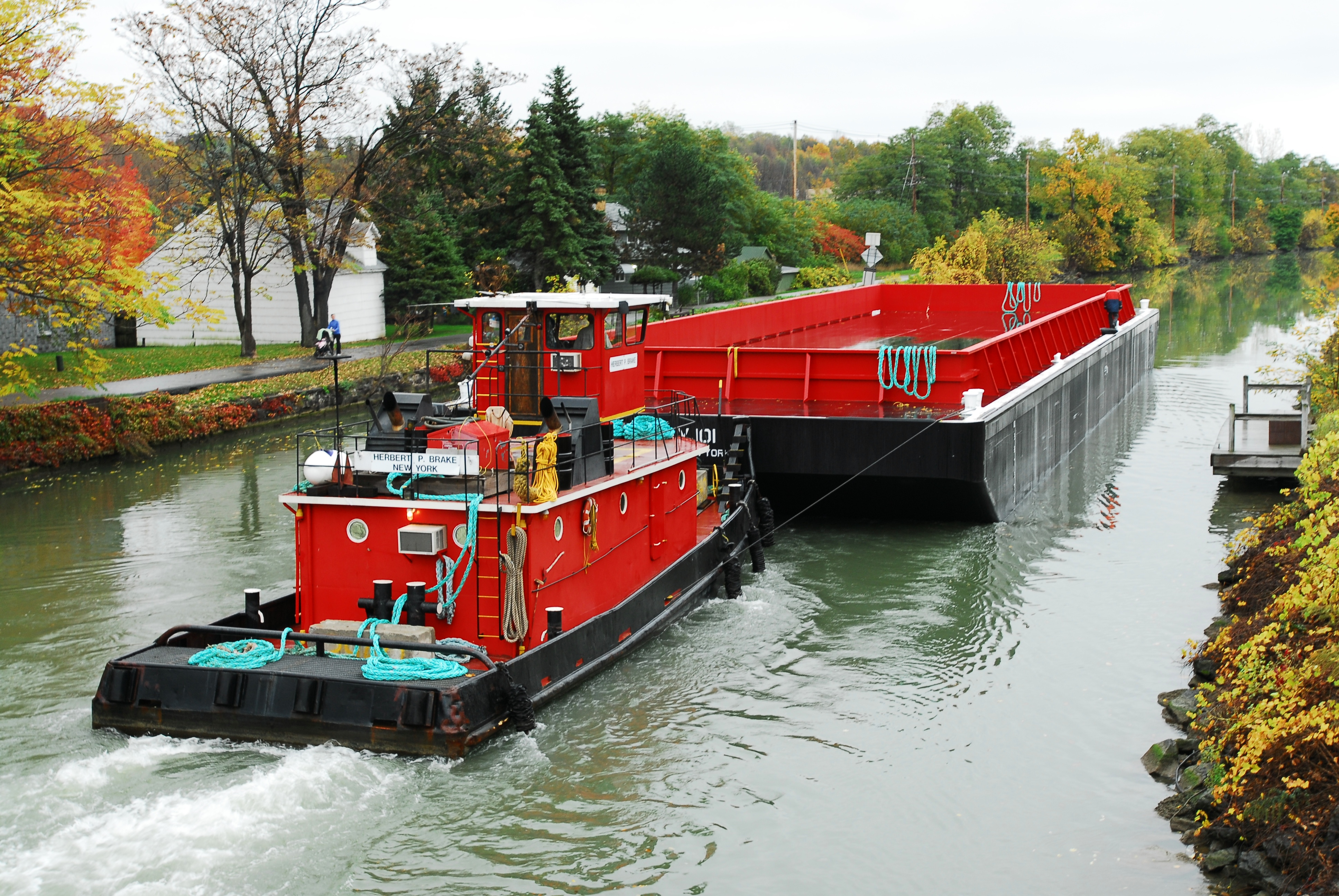
Tolóhajó által mozgatott bárka

A bárka egy áruszállításra alkalmas úszóeszköz, mely nem rendelkezik sem önálló motorral, sem kormánnyal. Általában tolóhajó továbbítja (tolt kötelék), így a mereven összekapcsolt bárkák a tolóval együtt mozognak. Mivel nem rendelkezik kormánnyal sem, így a bárkán nincsen személyzet. Egyetlen nagyméretű, nyitott raktérrel rendelkezik, de raktártetővel is ellátható. Az elején dereglye orr, a hátulján függőleges tükör található.
Az uszály annyiban különbözik a bárkától, hogy az rendelkezik kormánnyal, így azon található egy 2-3 fős legénység.